# Georg Christoph Tholen
Georg Christoph Tholen (* 21. Dezember 1948 in Köln) war von 2001 bis 2012 Ordinarius für Medienwissenschaft mit kulturwissenschaftlichem Schwerpunkt an der Universität Basel. 

## Leben
Georg Christoph Tholen – drittes Kind des Juristen Karl Tholen und seiner Ehefrau Charlotte, geb. Gießel – machte 1967 sein Abitur an einem altsprachlich-humanistischen Gymnasium. Anschließend studierte er Philosophie, Soziologie und Psychologie an den Universitäten Bonn, Köln, Marburg, Hannover und Berlin. 1986 promovierte er mit der Arbeit Wunsch-Denken. Versuch über den Diskurs der Differenz.
Seit 1980 war er Geschäftsführer und stellvertretender Direktor am Wissenschaftlichen Zentrum für Kulturforschung (Schwerpunkt Medienforschung seit 1985) an der Universität Kassel. Seit 1982 Mitglied der „Interdisziplinären Arbeitsgruppe Philosophische Grundlagenprobleme“, Universität Kassel (Forschungsbereiche: Philosophie der Zeit, Technik- und Medienphilosophie, Sprachphilosophie und Metapsychologie); seit 1996 Vorstandsmitglied. Kooperation mit verschiedenen Forschungsprojekten mit dem Collège International de Philosophie, Paris (u. a. mit Jacques Derrida, Jean-François Lyotard und Paul Virilio) 
Von Januar 1995 bis 2007 Vorstandsmitglied der AG „Computer als Medium“, Durchführung jährlicher interdisziplinärer Workshops zum Dialog Kulturwissenschaft/Kulturinformatik unter dem Titel „HyperKult“ an der Universität Lüneburg, Rechenzentrum. Im November 1995 hat sich Tholen habilitiert. Von 1999 bis 2000 war er Vertretungsprofessor für Kulturtheorie der Medien, Theorien vergleichender Bildlichkeit an der Friedrich-Schiller-Universität Jena. Von 2001 bis 2012 war er Ordinarius für Medienwissenschaft am Institut für Medienwissenschaft der Universität Basel (Grundlagenreflexion mit kulturwissenschaftlichem Schwerpunkt).

## Werk und Bedeutung
Georg Christoph Tholen steht für einen neuen kulturwissenschaftlichen Ansatz der Medientheorie, der ab den 1980er Jahren zunehmend populär wurde: Sein Ansatz untersucht technische Medien, vor allem den Computer und das Digitale. Im Gegensatz zu dem 2011 verstorbenen Friedrich Kittler, der eher von einem medientechnischen Apriori ausging, bringt Tholen seinen Medienbegriff auf den gemeinsamen Nenner des Dazwischen: „Grundlegendste Definition des Mediums“ [ist] die des „Dazwischen“: Zeichen und Medien eröffnen ein Spektrum von Differenzen. Medien sind Unterscheidungen, die einen Unterschied machen. Mit seinem Ansatz hat er die kulturwissenschaftlich geprägte Medienwissenschaft innerhalb des deutschen Sprachraums mitgeformt.

## Schriften
- Die Zäsur der Medien. Kulturphilosophische Konturen. Suhrkamp, Frankfurt am Main 2002, ISBN 3-518-29152-1.

Herausgeber
- Georg Christoph Tholen und Rudolf Heinz (Hrsg.): Schizo-Schleichwege. Beiträge zum Anti-Ödipus. Impuls, Bremen 1984.
- Georg Christoph Tholen und Friedrich Kittler (Hrsg.): Arsenale der Seele. Literatur- und Medienanalyse seit 1870. Fink, München 1989, ISBN 3-7705-2575-2 (=Reihe: Literatur- und Medienanalysen, Bd. 1).
- Georg Christoph Tholen und Michael O. Scholl (Hrsg.): Zeit-Zeichen. Aufschübe und Interferenzen zwischen Endzeit und Echtzeit. VCH, Acta Humaniora, Weinheim 1990, ISBN 3-527-17713-2.
- Georg Christoph Tholen, Wolfgang Coy und Martin Warnke (Hrsg.): HyperKult. Geschichte, Theorie und Kontext digitaler Medien. Stroemfeld, Basel und Frankfurt am Main 1997, ISBN 3-86109-141-0.
- Georg Christoph Tholen und Elisabeth Weber (Hrsg.): Das Vergessen(e). Anamnesen des Undarstellbaren. Turia und Kant, Wien 1997, ISBN 3-85132-120-0.
- Georg Christoph Tholen und Sigrid Schade (Hrsg.): Konfigurationen. Zwischen Kunst und Medien. Fink, München 1999, ISBN 3-7705-3348-8 (Materialien zur Tagung „Konfigurationen zwischen Kunst und Medien“ vom 4.–7. September 1997 in Kassel).
- Georg Christoph Tholen, Norbert Bolz und Friedrich Kittler (Hrsg.): Computer als Medium. Fink, München 1994, ISBN 3-7705-2870-0.
- Georg Christoph Tholen, Manfred Riepe und Gerhard Schmitz (Hrsg.): Übertragung – Übersetzung – Überlieferung. Episteme und Sprache in der Psychoanalyse Lacans. Transcript, Bielefeld 2001, ISBN 3-933127-74-2 (= Publikation zur Internationalen Tagung in Kassel im Juli 2000).
- Georg Christoph Tholen, Hans-Joachim Bieber und Hans Ottomeyer (Hrsg.): Die Zeit im Wandel der Zeit. Univ. Press, Kassel 2002, ISBN 3-933146-77-1.
- Georg Christoph Tholen und Sabine Flach (Hrsg.): Mimetische Differenzen. Der Spielraum der Medien zwischen Abbildung und Nachahmung. Univ. Press, Kassel 2002, ISBN 3-933146-54-2.
- Georg Christoph Tholen, Wolfgang Coy und Martin Warnke (Hrsg.): Zur Ortsbestimmung analoger und digitaler Medien. Transcript, Bielefeld 2005, ISBN 3-89942-274-0 (= HyperKult 2).
- Georg Christoph Tholen, Sigrid Schade und Thomas Sieber (Hrsg.): SchnittStellen. Schwabe, Basel 2005, ISBN 3-7965-2150-9 (= Reihe: Basler Beiträge zur Medienwissenschaft, Bd. 1).